# Hospital General de Santiago Ixcuintla
El Hospital General de Santiago Ixcuintla es una dependencia de los Servicios de Salud de Nayarit. Se ubica en la Ciudad de Santiago Ixcuintla, Nayarit; México. Es un Hospital de segundo nivel de atención médica que cuenta con los siguientes servicios: Ginecología y Obstetricia, Urgencias, Pediatría, Rayos X, Clínica de Displasias, Medicina Interna, Medicina Preventiva, Consultorio Dental, Epidemiología, entre otras. Fue inaugurado por el presidente Vicente Fox Quesada, el 1 de julio de 2004.
- Datos: Q5902671